# Galáxia starburst

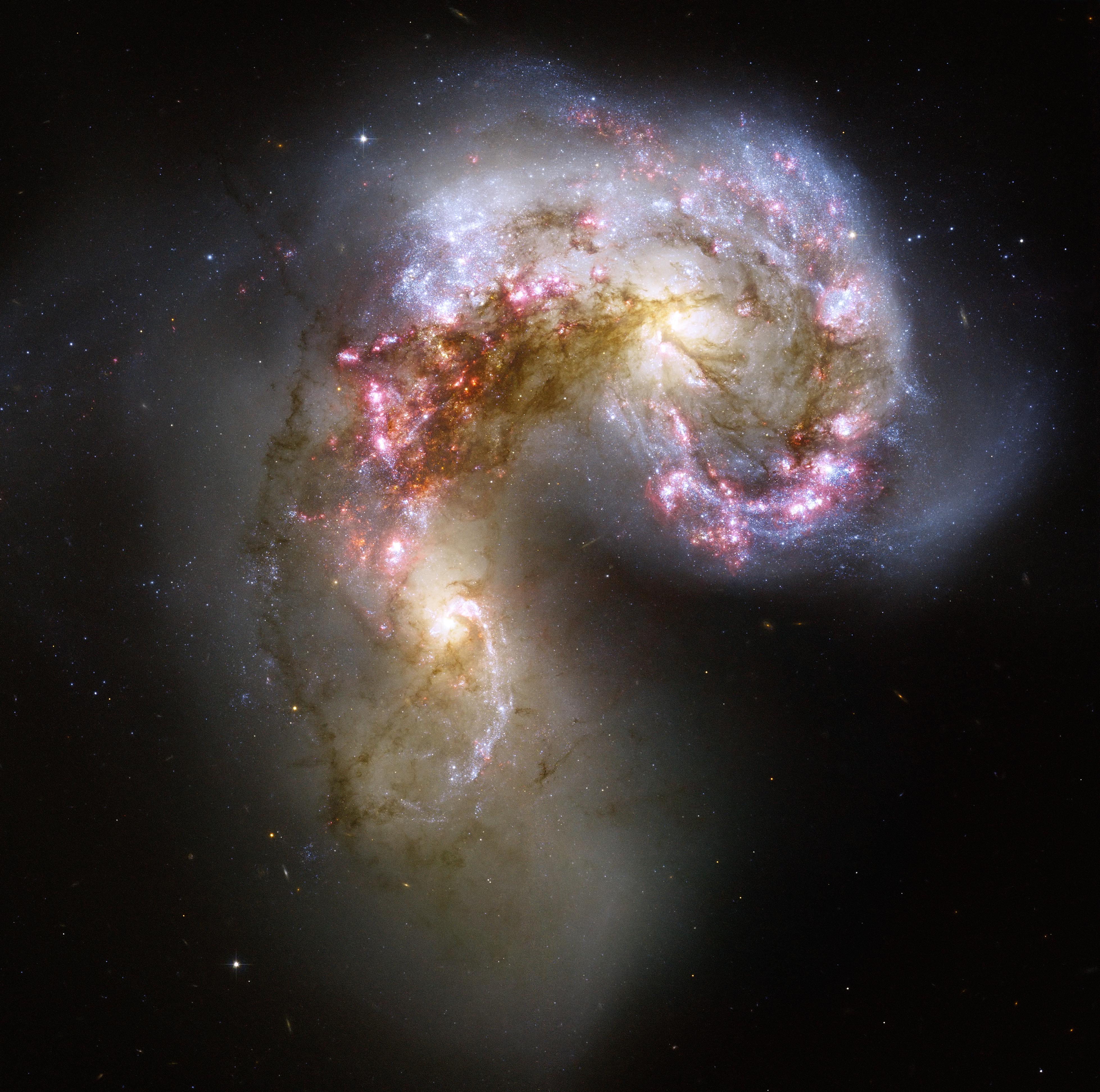
As Galáxias Antenas são um exemplo de uma galáxia com explosão estelar que ocorre a partir da colisão de NGC 4038/NGC 4039.

Uma galáxia starburst é uma galáxia que atravessa um processo intenso e contínuo de formação estelar, normalmente em consequência de uma colisão com outra galáxia. As galáxias normais também formam estrelas, mas em taxas 100 vezes menores.
A colisão de duas galáxias ricas em gás causa uma formação violenta de estrelas. Como esse gás é comprimido pela gravidade essas estrelas se formam tão rapidamente que esgotam o suprimento de gás dentro de algumas centenas de milhões de anos.
As galáxias starburst estão entre as galáxias mais brilhantes do universo e são responsáveis pelo seu enriquecimento químico através  da  produção  de  metais  ao  longo  de  centenas  de  gerações  de  estrelas.
Segundo a classificação de Hubble esses sistemas poderiam ser compreendidos como galáxias irregulares. São ambientes que formaram muitas estrelas num passado recente e sua aparência perturbada resulta em parte do gás jogado para fora devido a explosões de supernovas.
Entre as galáxias starburst mais conhecidas estão a M82 e a IC 10.

## Lista de galáxias starburst
| Galáxia             | Tipo                    | Notas                                               | Refs        |
| ------------------- | ----------------------- | --------------------------------------------------- | ----------- |
| M82                 | I0                      | Arquétipo de galáxia starburst                      |             |
| Galáxias antenas    | SB(s)m pec / SA(s)m pec | Na verdade duas galáxias em colisão                 |             |
| IC 10               | dIrr                    | Galáxia starburst suave                             |             |
| HXMM01              |                         | Galáxias starburst em processo de fusão             |             |
| HFLS3               |                         | Normalmente grandes e intensas galáxias starburst   |             |
| NGC 1569            | IBm                     | Galáxia anã com aparência de starburst              |             |
| NGC 2146            | SB(s)ab pec             |                                                     |             |
| NGC 1705            | SA0− pec                |                                                     |             |
| NGC 1614            | SB(s)c pec              | Em fusão com outra galáxia                          |             |
| NGC 6946            | SAB(rs)cd               | Também conhecida como "fogo de artifício"           |             |
| Galáxia Baby Boom   |                         | A mais brilhante das starburst no universo distante |             |
| Centaurus A         | E(p)                    | Único caso de uma galáxia "starburst elíptica"      |             |
| Haro 11             |                         | Emite Lyman continuum photons                       |             |
| Galáxia do Escultor | SAB(s)c                 | A galáxia starburst mais próxima                    | [ 4 ] [ 5 ] |